# ونرهینسدرپ
ونرهینسدرپ (به لاتین: Vanrhynsdorp) یک شهرک در آفریقای جنوبی است که در Matzikama Local Municipality واقع شده‌است.